# 330 North Wabash
El 330 North Wabash, también conocido como IBM Building, es un rascacielos situado en el 330 N. Wabash Avenue en el barrio The Loop en Chicago, Illinois, Estados Unidos. Fue diseñado por el arquitecto Ludwig Mies van der Rohe y su construcción finalizó en 1973.
Posee una altura de 212 metros y tiene 52 pisos. El edificio pertenece a la compañía Prime Group Realty Trust.
Un pequeño busto del arquitecto hecho por el escultor Marino Marin está presente en el vestíbulo. El edificio está ubicado en un sitio con vistas al río Chicago.
Con sus 212 metros de altura, 330 North Wabash es el segundo edificio más alto diseñado por Mies van der Rohe, siendo el más alto la Toronto-Dominion Tower de Toronto. Este fue su último edificio diseñado en América.